# Глоберман, Яэль
Яэль Глоберман (ивр. יעל גלוברמן‎, род. 4 мая 1954 или 1959, Тель-Авив) — израильская поэтесса, писательница, переводчица, книжный редактор, педагог по литературе.

## Биография
Она родилась в Тель-Авиве в семье эмигрировавших из Польши в Израиль после Холокоста. Окончила Еврейскую гимназию «Герцлия», записалась в Нахаль. В это время она начала публиковать стихи и рассказы в периодических изданиях. После военной службы она изучала живопись и скульптуру в Свободном университете (непризнанном) в Гааге и окончила Школу кино и телевидения Стива Тиша Тель-Авивского университета. С 1980-х годов она около 10 лет жила в США с актёром Джеком Аделистом, у них родилось двое детей. Они развелись, и в 1992 году она вернулась в Израиль. В настоящее время живёт в Тель-Авиве. Пишет, переводит и обучает письму и редактированию.

## Книги
- 1996 Трясти дерево, роман
- 2000:  Алиби, поэзия[5]
- 2007  Одна и та же река дважды, поэзия
- 2018  Карта полуострова, поэзия

## Награды
- 2000: Премия ACUM за её дебютную книгу поэзии Алиби[3][5]
- 2002 Премия Mifal HaPayis[англ.][3]
- 2018: Премия ACUM за Карту полуострова
- 2020: Премия премьер-министра за литературные произведения на иврите[англ.][6]